# Chalybion
Chalybion is een geslacht van vliesvleugelige insecten van de familie Langsteelgraafwespen (Sphecidae).

## Soorten
- C. femoratum (Fabricius, 1781)
- C. flebile (Lepeletier, 1845)
- C. zimmermanni Dahlbom, 1843